# Tonatiuh
Tonatiuh  [to:'natiʍ] (nah. "ten, który czyni jasność", "słońce", "świecący") – w wierzeniach Azteków bóg słońca i poległych wojowników. Według legend Tonatiuh stworzył piątą, obecną epokę świata i Słońce Ruchu (Nahui Ollin) z którym był utożsamiany. Patron kalendarzowy 19 dnia miesiąca (Quiahuitl). Władca dnia i azteckiego nieba Tonatiuhican (najwyższego z trzech niebieskich kręgów), do którego trafiali padli w walce wojownicy, zmarłe niemowlęta oraz zmarli w czasie podróży królowie i kupcy. Tonatiuh często kojarzony był z głównym bóstwem Azteków Huitzilopochtli.
Wierzono iż Tonatiuh, jako personifikacja słońca, musiał być karmiony ludzką krwią aby nieprzerwanie świecić i kontynuować ruch po nieboskłonie – dlatego też w miejscach kultu religijnego składano mu ofiary z ludzi.
Jego wizerunek (twarz z wyciągniętym językiem symbolizującym nóż ofiarny), znajduje się w centralnym miejscu tzw. Kamienia Słońca (Piedra del Sol), wykonanym w 1479 r. a odkopanym w 1790 r. kamiennym azteckim kalendarzem, według którego wyznaczano datę i istotny dla religii Azteków, wypadający co 52 lata moment zrównania się kalendarza wróżbiarskiego (Tonalpohualli) i słonecznego (Xiuhpohualli). Składano wtedy ofiarę dla boga ognia i światła Xiuhtecuhtli, kładąc żywych ludzi na rozżarzone węgle i wyrywając im serce.
Tonatiuh przedstawiany był zwykle z pomalowanym na czerwono ciałem i w koronie, symbolizował go orzeł i często ukazywano go w pióropuszu wykonanym z piór tego ptaka. Jego charakterystyczne atrybuty to proca i strzała.